# 交易所大廈 (費城)

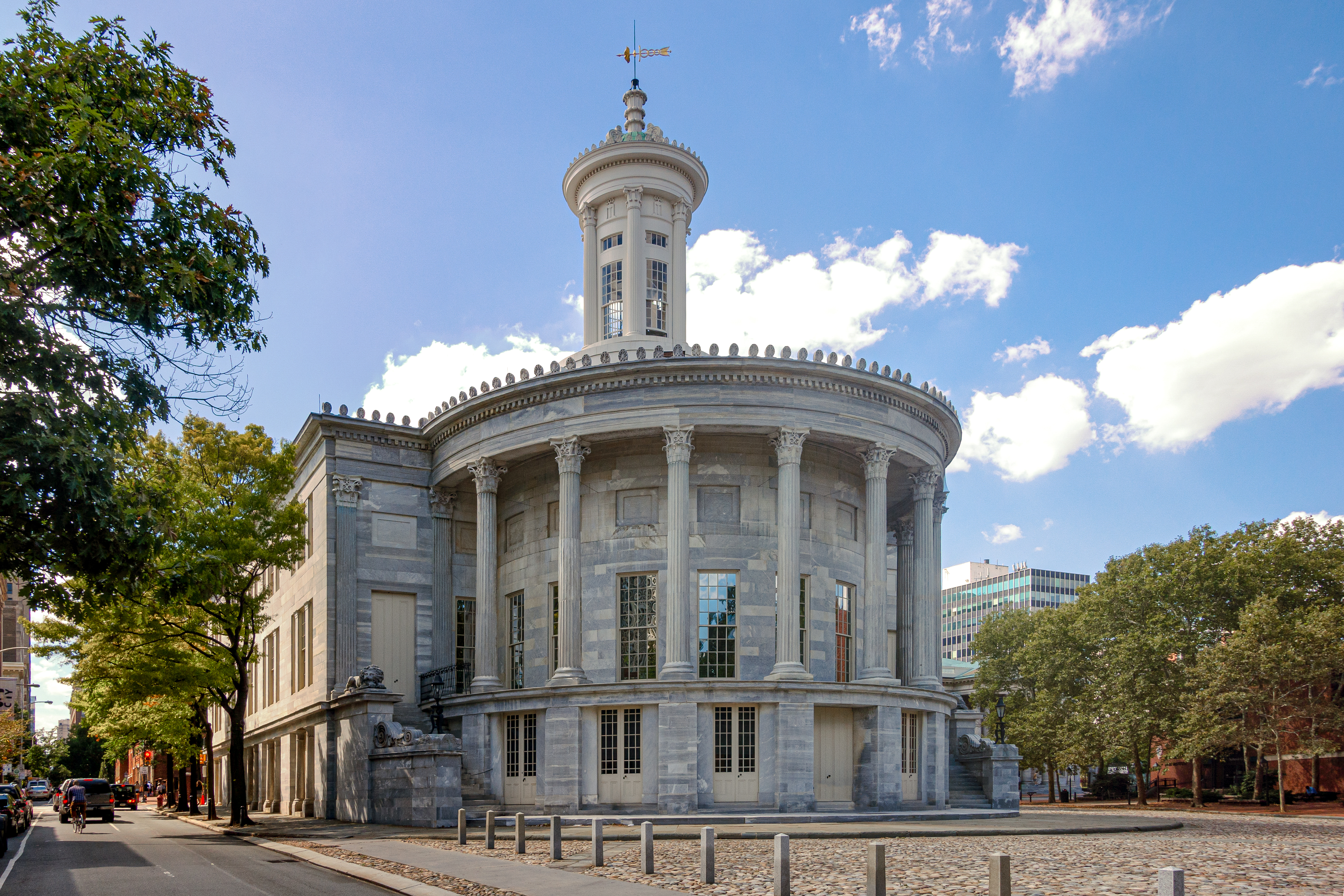

交易所大廈（英語：Merchants' Exchange Building）是美國賓西法尼亞州費城的一座歷史建築，位於費城舊城。這座建築的設計者是William Strickland，外觀是希臘復興式建築，修建於1832年至1834年。1875年，費城證券交易所購買了這座建築。2001年，該建築被列入美國國家歷史名勝。

## 外部連結
- Philadelphia Merchant's Exchange （页面存档备份，存于）
- Listing and photographs at the Historic American Buildings Survey